# Navy Records Society
Die Navy Records Society ist eine 1893 gegründete britische Gesellschaft zur Veröffentlichung wissenschaftlicher Quellentexte und Monographien über britische Marinegeschichte und speziell die Royal Navy. Ihre Gründer, der Marinehistoriker John Knox Laughton (1830–1915), Professor am Royal Naval College in Portsmouth und später Greenwich, und Admiral Cyprian Bridge (1839–1924), Leiter der Marineaufklärung bei der Admiralität, folgten damals dem Beispiel ähnlicher Gesellschaften wie der Camden Society (Veröffentlichung historischer Texte über englische Geschichte) und die Hakluyt Society. Zu den Gründungsmitgliedern gehörten auch Samuel Rawson Gardiner und aus Übersee der Marinehistoriker und Admiral Alfred Thayer Mahan. Knox war bis 1912 ihr Sekretär, als die Gesellschaft auch offen das Ziel verfolgte, durch ihre Veröffentlichungen die britische Flottenpolitik mitzugestalten.
Weitere bedeutende Mitglieder waren Julian Corbett (1854–1922), Michael Lewis, Christopher Lloyd, Admiral Herbert Richmond (1871–1946), Nicholas Rodger und Andrew Lambert.
Bis 2006 veröffentlichten sie rund 150 Bände von Dokumenten und im Mittel veröffentlichen sie im Jahr zwei Bände.
Präsident ist Flottenadmiral Benjamin Bathurst und Patron der Herzog von Edinburgh.